# Nâdiya
Nâdiya, pseudonimo di Nadia Zighem (Tours, 19 giugno 1973), è una cantante francese.
Ha un passato di atleta ed è stata campionessa nazionale degli 800 metri.

## Biografia
Nâdiya (che significa "la cui voce porta lontano") nasce a Tours (Indre e Loira), da una numerosa famiglia algerina. Ha tre fratelli e due sorelle. Nel 1989 diventa campionessa francese degli 800 metri (suo fratello Kader è stato campione del mondo di Savate).
All'età di 20 anni lascia famiglia e impegni sportivi per trasferirsi a Parigi e tentare la scalata al successo. Viene notata nel programma Graine de Star e registra un singolo nel 1997. Decide di fermarsi e avere un figlio: Yanis.
Nel 2001 torna nelle scene musicali duettando con Stomy Bugsy in Aucun Dieu ne pourra me pardonner. A febbraio pubblica il singolo J'ai confiance en toi, che entra nella classifica nazionale francese raggiungendo la posizione numero 38 e restandoci per 13 settimane. Il secondo singolo Chaque fois viene pubblicato nell'agosto dello stesso anno e in seguito Nâdiya registra così il primo album, Change les choses. Nonostante il successo dei singoli, l'album non vende molto in Francia, ma l'artista riceve comunque la candidatura per i Victoires de la musique nel 2002 nella categoria "Album hip hop/R&B dell'anno".
Nel 2003 Nâdiya registra un'altra canzone, Parle-moi, incentrata sui problemi familiari e i contatti coi suoi genitori. Questa diventa un notevole successo in Francia, arrivando fino alla seconda posizione della classifica e diventando il più notevole successo dell'artista. Il singolo viene pubblicato anche in Svizzera, dove raggiunge la posizione numero 11. Il suo secondo album totalmente in lingua francese viene registrato e pubblicato col titolo 16/9 nel giugno 2004. L'album rimane in classifica per 93 settimane (non consecutive) raggiungendo la sesta posizione. Viene accompagnata da suo figlio (allora di cinque anni) in una canzone contenuta nell'album, Quand vient la nuit.
Et c'est parti..., il secondo singolo, diventa la sua prima vera hit internazionale, entrando nelle classifiche di diversi stati europei, inclusi Belgio e Paesi Bassi. Il video musicale mostra Nâdiya che canta la canzone facendo boxe su un ring. Il singolo e il video contengono la collaborazione di Smartzee, rapper francese, e hanno raggiunto la quinta posizione in Francia e la numero 21 in Svizzera. Si loin de vous è stato pubblicato solo come singolo digitale da scaricare nel dicembre 2004. È stato l'ultimo singolo ad entrare nelle classifiche (Francia: numero 6, Svizzera: numero 27), e ha riscosso un discreto successo anche in Italia. La canzone ha temi militari, rimarcati nel videoclip. Nonostante esista un video anche per Signes, la sua funzione è solo di promuovere l'album. Nel 2005, l'album 16/9 riceve il premio Victoires de la musique come "album rap/hip-hop/R&B dell'anno".
Stando a quanto scritto sul suo sito ufficiale, in Francia sono state vendute più di 500 000 copie di 16/9, 750.000 dei singoli e 300.000 del DVD platino L'histoire en 16/9, contenente 3 video, il dietro le quinte di questi, interviste, foto e un bonus CD con le canzoni remixate.
Nel febbraio 2006 Nâdiya ritorna col singolo Tous ces mots, seconda canzone in collaborazione con Smartzee. Il brano raggiunge la seconda posizione nella classifica francese dei singoli e la venticinquesima nella top 100 dei singoli in Svizzera. Viene così pubblicato in Francia, il 5 giugno, il terzo album Nâdiya, con maggiori influenze rock rispetto ai lavori precedenti. Dopo due settimane, col titolo Roc, viene pubblicato il nuovo singolo.
Nel 2007 Nâdiya pubblica il suo quarto album: La source, composto prevalentemente da remix e versioni estese di singoli e canzoni uscite negli anni precedenti.
Nel dicembre 2008, esce il suo quinto album Electron Libre, contenente Tired of Being Sorry, canzone cantata insieme ad Enrique Iglesias, che partecipa anche alla realizzazione di Miss you. È importante anche la partecipazione di Kelly Rowland in No Future in the Past. 
Nel 2009 si è svolta la Tournée di Nâdiya in varie città della Francia.

## Discografia
Album
- 2001 - Changer les choses
- 2004 - 16/9
- 2006 - Nâdiya
- 2007 - La source (Raccolta)
- 2008 - Électron libre
- 2019 - Odyssée